# More and More
More and More is een nummer van de Duitse eurodancegroep Captain Hollywood Project uit 1993. Het is de eerste single van hun debuutalbum Love Is Not Sex.
Het nummer werd wereldwijd een grote danshit. In Duitsland behaalde het de nummer 1-positie. In de Nederlandse Top 40 haalde het de 6e positie, en in de Vlaamse Radio 2 Top 30 de 2e.